# The Ultimate Fighter 5 Finale
The Ultimate Fighter 5 Finale（ジ・アルティメット・ファイター・ファイブ・フィナーレ
、別名The Ultimate Fighter: Team Pulver vs. Team Penn Finale）は、アメリカ合衆国の総合格闘技団体「UFC」の大会の一つ。本大会はリアリティ番組「The Ultimate Fighter」シーズン5のフィナーレとして、2007年6月23日、ネバダ州ラスベガスのザ・パールで開催された。

## 大会概要
TUFシーズン5ライト級トーナメント決勝では、ネイサン・ディアスがマニー・ガンブリャンを下し優勝を果たした。またヘッドコーチ同士で5年ぶりの再戦となったメインイベントでは、BJ・ペンがジェンス・パルヴァーに一本勝ちを収めた。
キャリア6戦全勝のダグ・エヴァンスがUFCデビュー。

## 試合結果

### プレリミナリィカード
第1試合 ライト級 5分3R
○  マット・ワイマン vs.  ブライアン・ゲラティー ×
1R 2:09 TKO（レフェリーストップ：マウントパンチ）
第2試合 ライト級 5分3R
○  レオナルド・ガルシア vs.  アラン・ベルーベ ×
1R 4:22 チョークスリーパー
第3試合 ライト級 5分3R
－  グレイ・メイナード vs.  ロバート・エマーソン －
2R 0:39 無効試合（ダブルノックアウト）
第4試合 ライト級 5分3R
○  コール・ミラー vs.  アンディ・ウォン ×
1R 1:10 TKO（レフェリーストップ：左ハイキック→パウンド）
第5試合 ライト級 5分3R
○  ジョー・ローゾン vs.  ブランドン・メレンデス ×
2R 2:09 三角絞め

### メインカード
第6試合 ライト級 5分3R
○  ロジャー・ウエルタ vs.  ダグ・エヴァンス ×
2R 3:30 TKO（レフェリーストップ：パウンド）
第7試合 ミドル級 5分3R
○  ターレス・レイチ vs.  フロイド・スウォード ×
1R 3:50 肩固め
第8試合 TUF 5ライト級トーナメント 決勝戦 5分3R
○  ネイサン・ディアス vs.  マニー・ガンブリャン ×
2R 0:20 ギブアップ（右肩の負傷）
※ディアスがトーナメント優勝。
第9試合 ライト級 5分3R
○  BJ・ペン vs.  ジェンス・パルヴァー ×
2R 3:12 チョークスリーパー

### 各賞
ファイト・オブ・ザ・ナイト： グレイ・メイナード vs. ロバート・エマーソン
ノックアウト・オブ・ザ・ナイト： コール・ミラー
サブミッション・オブ・ザ・ナイト： ジョー・ローゾン
各選手にはボーナスとして40,000ドルが支給された。